# Nederlandse kampioenschappen schaatsen afstanden 2019 - 500 meter mannen
De 500 meter mannen op de Nederlandse kampioenschappen schaatsen afstanden 2019 werd gereden op vrijdag 28 december 2018 in ijsstadion Thialf te Heerenveen. Er namen tweeëntwintig mannen deel.

## Statistieken

### Uitslag
| Pos.   | Schaatser          | Rit | Baan | Tijd     |
| ------ | ------------------ | --- | ---- | -------- |
| Goud   | Ronald Mulder      | 10  | O    | 34.60    |
| Zilver | Dai Dai Ntab       | 9   | O    | 34.72    |
| Brons  | Jan Smeekens       | 9   | I    | 34.88    |
| 4      | Kjeld Nuis         | 7   | I    | 34.91    |
| 5      | Kai Verbij         | 11  | O    | 34.97    |
| 6      | Michel Mulder      | 10  | I    | 35.04    |
| 7      | Hein Otterspeer    | 8   | O    | 35.11    |
| 8      | Thomas Krol        | 1   | I    | 35.14 PR |
| 9      | Jesper Hospes      | 11  | I    | 35.22    |
| 10     | Lennart Velema     | 6   | I    | 35.26 PR |
| 11     | Martijn van Oosten | 4   | I    | 35.50    |
| 12     | Gerben Jorritsma   | 7   | O    | 35.55    |
| 13     | Gijs Esders        | 8   | I    | 35.59    |
| 14     | Pim Schipper       | 3   | I    | 35.62    |
| 15     | Niek Deelstra      | 4   | O    | 35.67    |
| 16     | Joost Born         | 5   | I    | 35.70    |
| 17     | Tom Kant           | 5   | O    | 35.85 PR |
| 18     | Tijmen Snel        | 3   | O    | 35.91    |
| 19     | Janno Botman       | 2   | I    | 36.24    |
| 20     | Thomas Geerdinck   | 1   | O    | 36.29    |
| NC     | Stef Brandsen      | 2   | O    | DQ       |
| NC     | Aron Romeijn       | 6   | O    | DQ       |

Bron:
Scheidsrechter: D. Melis. Assistent: F. Zwitser 
 Starter: J. Smegen 

Start: 18:20:00uur. Einde: 18:44:21uur

### Loting
| Rit | Binnenbaan         | Buitenbaan       |
| --- | ------------------ | ---------------- |
| 1   | Thomas Krol        | Thomas Geerdinck |
| 2   | Janno Botman       | Stef Brandsen    |
| 3   | Pim Schipper       | Tijmen Snel      |
| 4   | Martijn van Oosten | Niek Deelstra    |
| 5   | Joost Born         | Tom Kant         |
| 6   | Lennart Velema     | Aron Romeijn     |
| 7   | Kjeld Nuis         | Gerben Jorritsma |
| 8   | Gijs Esders        | Hein Otterspeer  |
| 9   | Jan Smeekens       | Dai Dai Ntab     |
| 10  | Michel Mulder      | Ronald Mulder    |
| 11  | Jesper Hospes      | Kai Verbij       |

1987 · 
1988 · 
1989 · 
1990 · 
1991 · 
1992 · 
1993 · 
1994 · 
1995 · 
1996 · 
1997 · 
1998 · 
1999 · 
2000 · 
2001 · 
2002 · 
2003 · 
2004 · 
2005 · 
2006 · 
2007 · 
2008 · 
2009 · 
2010 · 
2011 · 
2012 · 
2013 · 
2014 · 
2015 · 
2016 · 
2017 · 
2018 · 
2019 · 
2020 · 
2021 · 
2022 · 
2023 ·
2024 · 
2025